# Belle comme la femme d'un autre
Pour plus de détails, voir Fiche technique et Distribution.
Belle comme la femme d'un autre est un film français de Catherine Castel sorti en 2014. Il traite d'un triangle amoureux formé par un couple et la testeuse que la femme a engagée pour éprouver la fidélité de son conjoint. L'action se déroule pour l'essentiel au Lux* Réunion, un hôtel de l'île de La Réunion.

## Synopsis
Clémence, juge aux affaires familiales, vit le parfait amour avec Gabriel, homme d’affaires, qui souhaite l'épouser. Cependant, de nature jalouse et soupçonneuse - penchant naturel aggravé par son expérience professionnelle quotidienne, faite de couples qui se déchirent sur la base de tromperies réciproques - elle fait appel à une agence de « testing » pour s’assurer de la fidélité de son futur époux. Un voyage d’affaires de celui-ci à La Réunion fournit l’occasion idéale pour mettre Gabriel à l’épreuve.
C’est ainsi qu’Olivia, superbe créature qui arrondit ses fins de mois comme escort girl, missionnée par l’agence pour jouer les tentatrices, se retrouve dans l’avion qui emmène Gabriel à Saint-Denis et ne tarde pas à faire connaissance avec sa victime.
Cependant, Clémence - prise de remords, mais aussi de crainte des éventuelles conséquences de son initiative - veut tout annuler. Ne parvenant pas à joindre l’agence, elle se décide, en désespoir de cause, à prendre, elle aussi un billet pour La Réunion. Entretemps, Olivia, qui s’est liée d’amitié avec Gabriel, commence à éprouver des sentiments pour lui.
L’arrivée inattendue de Clémence va avoir des conséquences explosives.

## Fiche technique
- Réalisation : Catherine Castel
- Scénario : Catherine Castel, Marc Syrigas
- Casting : Gérard Moulevrier, Pierre-Jacques Bénichou
- Photographie : Gilles Henry
- Montage : Yves Beloniak
- Musique : Gast Waltzing
- Son : Carlo Thoss
- Scripte : Leenda Mamosa
- Assistant réalisateur : Patrick Cartoux
- Producteur délégué : Yann Gilbert
- Producteur exécutif : Patrice Arrat
- Société de production : La Mouche du Coche Films
- Société de distribution : Rezo
- Genre : Comédie romantique
- Langue : français
- Budget : 6 000 000 €
- Date de sortie : 22 janvier 2014

## Distribution
- Zabou Breitman : Clémence Garnier
- Olivier Marchal : Gabriel
- Audrey Fleurot : Olivia / Agathe
- Yves Jacques : Nolan Smith
- Alban Ivanov : John Nelson

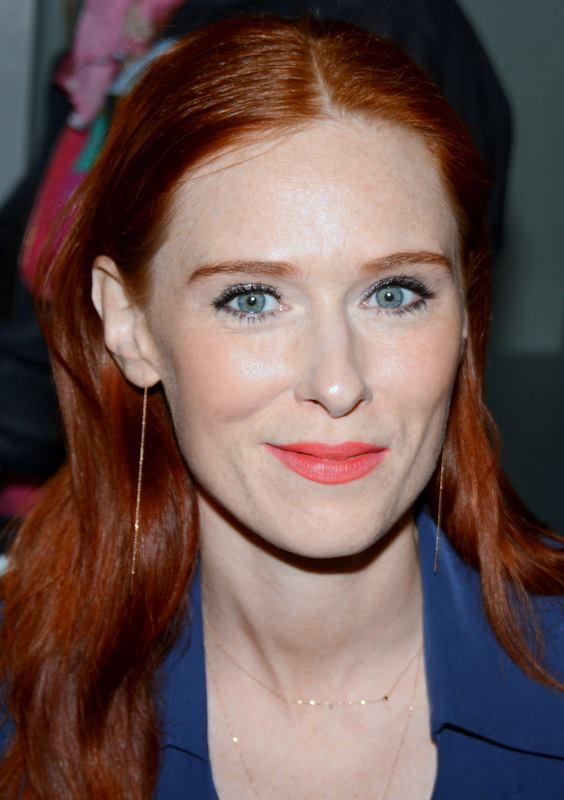
L'actrice principale Audrey Fleurot l'année de sortie du film.

- Isabelle Candelier : Sophie Liancourt
- Charlie Dupont : Charles de Gatines
- Aude Pépin : La barmaid
- Gaëtan Wenders : L'amant
- Bérangère McNeese : Nina, la fille de Clémence
- Antoine Vandenberghe : Le PDG belge
- Ludovic Pinette : Le concierge de l'hôtel
- Vincent Collin : M. Lambert
- Christine Garnier : Mme Lambert
- Jérôme Varanfrain : Avocat de M. Lambert

## Production

### Choix des interprètes
Catherine Jacob, Patrick Chesnais et François Berléand avaient été annoncés au casting du film mais ont finalement été remplacés par des comédiens moins connus : Isabelle Candelier, Alban Ivanov et Yves Jacques.

### Tournage
Le tournage a lieu en janvier 2013. Il se déroule au Luxembourg et à La Réunion.

## Accueil
Le film est sélectionné pour le Festival international du film de comédie de l'Alpe d'Huez 2014
Le film reçoit des critiques négatives des spectateurs (1,9/5 pour 332 notes, dont 59 critiques sur Allociné) et de la presse (1,9/5 pour 7 titres de presse).
Échec au box-office, le film figure, selon Le Figaro, en dixième position dans la liste des vingt films français et étrangers les plus « boudés par le public » en 2014, avec « 58 000 entrées dans 153 salles, soit 379 spectateurs par salle ».Il est crédité au box office JPs de 57 598 spectateurs.